# Levi Faustino
Pour les articles homonymes, voir Faustino.
Levi Faustino né le 31 août 2001 à Aveiro au Portugal, est un footballeur portugais qui évolue au poste de défenseur central au FC Porto.

## Biographie

### En club
Formé par le FC Porto, Levi Faustino passe une année au Padroense FC de 2016 à 2017 avant de retourner à Porto. Le 25 mars 2019 il est récompensé par un nouveau contrat avec le club, courant jusqu'en 2021.

### En sélection
Levi Faustino est sélectionné avec l'équipe du Portugal des moins de 17 ans de 2017 à 2018 et joue un total de onze matchs. Il participe avec cette sélection au championnat d'Europe des moins de 17 ans en 2018. Il joue trois matchs en tant que titulaire mais son équipe est éliminée dès la phase de groupe.
Avec les moins de 19 ans, Tiago Lopes participe au championnat d'Europe des moins de 19 ans en 2019, qui se déroule en Arménie. Lors de cette compétition, il se contente d'un rôle de remplaçant mais joue tout de même deux matchs. Le Portugal est défait le 27 juillet par l'Espagne, en finale (0-2 score final). Au total, Faustino représente cette sélection à dix reprises entre 2019 et 2020. Il officie également comme capitaine à cinq reprises.

## Palmarès
Portugal -19 ans
- Championnat d'Europe
  - Finaliste en 2019.